# Éragny-sur-Epte
Éragny-sur-Epte är en kommun i departementet Oise i regionen Hauts-de-France i norra Frankrike. Kommunen ligger i kantonen Chaumont-en-Vexin som tillhör arrondissementet Beauvais. År 2022 hade Éragny-sur-Epte 599 invånare.
Konstnären Camille Pissarro var bosatt i Éragny från 1884 till sin död 1903 och har målat många landskap från trakten.

## Befolkningsutveckling
Antalet invånare i kommunen Éragny-sur-Epte
| Referens: INSEE |